# Национальный парк Вулкан Тенорио
Национальный парк вулкана Тенорио (исп. Parque Nacional Volcán Tenorio) — национальный парк в Коста-Рике на территории провинций Гуанакасте и Алахуэла.
Расположен в северной части Коста-Рики, приблизительно в 26 километрах от города Фортуна. Является частью резервата (природоохранной зоны) Arenal-Tempisque Conservation Area. Включает в первую очередь вулкан Тенорио, который вошёл в состав парка в 1995 году и от которого он получил своё наименование, а также окружающий его ареал.
Через парк протекает река Целеста, вода которой имеет светло-голубой цвет из-за содержащихся в ней в значительном количестве осадочных пород карбоната кальция и серы, которые попадают в реку из вулкана. Парк изобилует питающимися от вулкана термальными источниками, гейзерами, а также небольшими озёрами, лагунами, водопадами и ручьями. Флора представлена растительностью двух резко отличающихся природных зон: в верхней части парка, на склонах вулкана, высота которого достигает почти 2000 метров, находится т. н. туманный лес; в низине же это типичные для тропического климата дождевые леса. Наиболее распространёнными представителями местной фауны можно назвать тапира и пуму.
У подножия вулкана Тенорио находится станция и информационная служба, обслуживающая туристов, желающих подняться к его вершине.

## Галерея

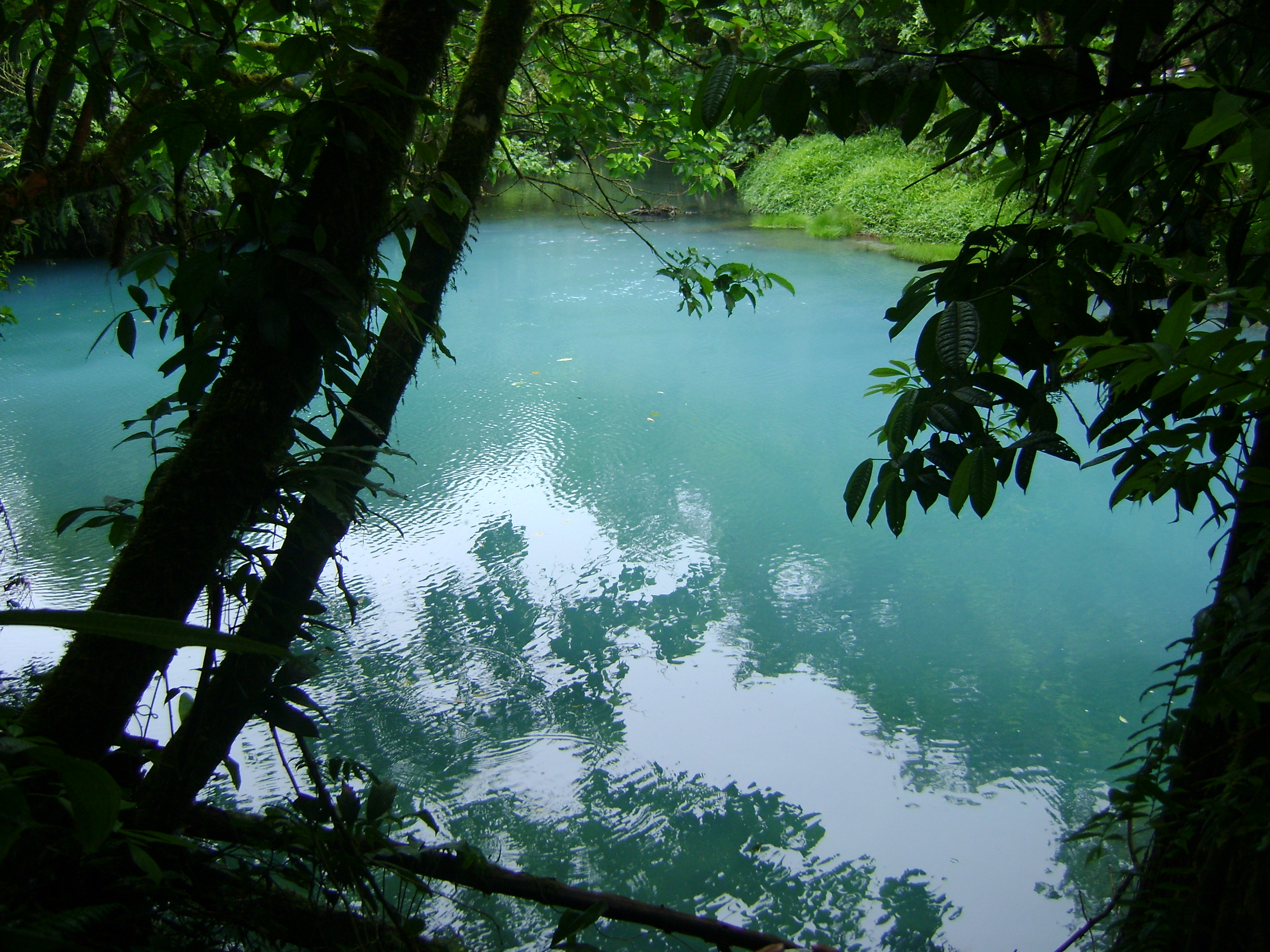
Лазурная лагуна
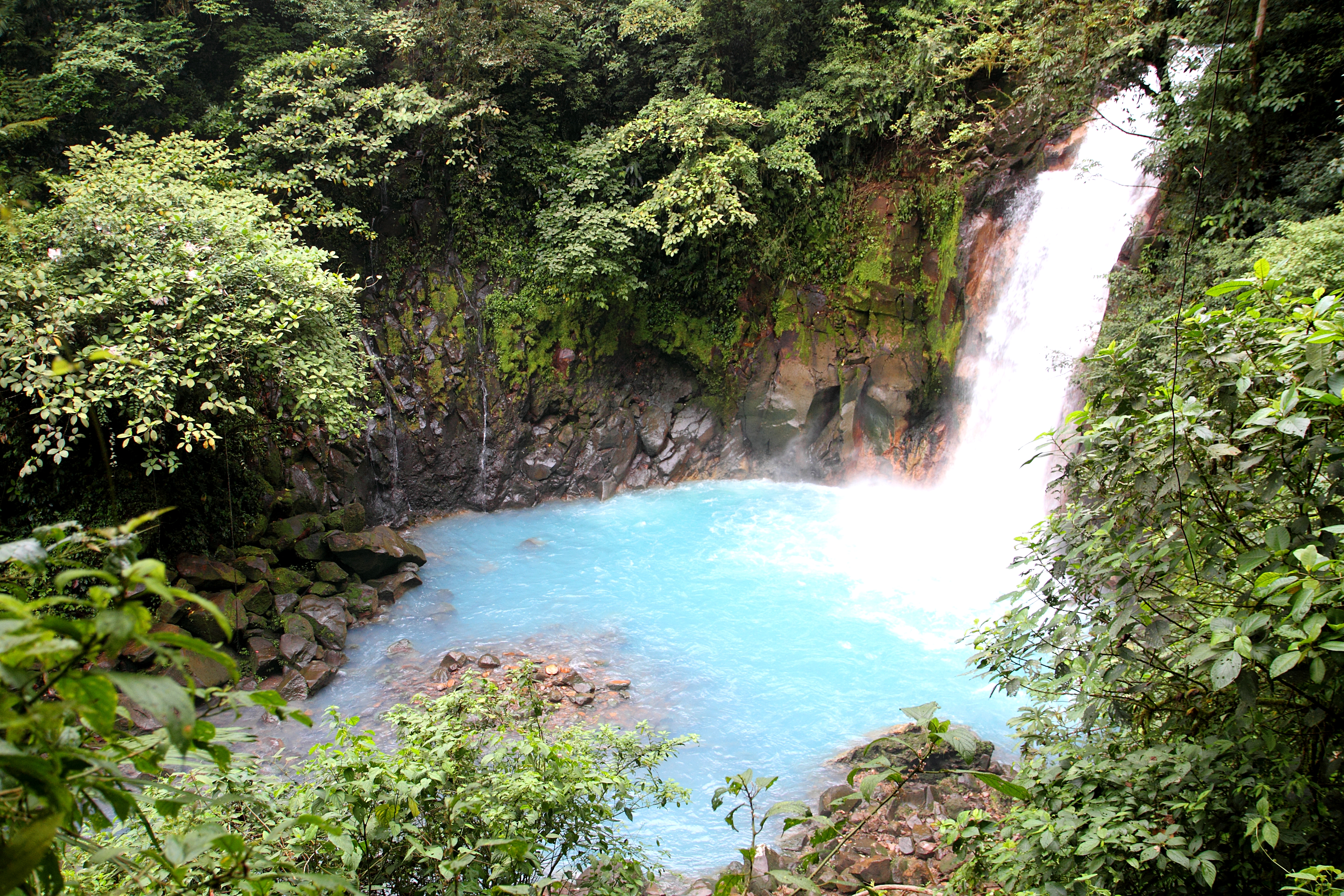
Пороги на реке Целеста
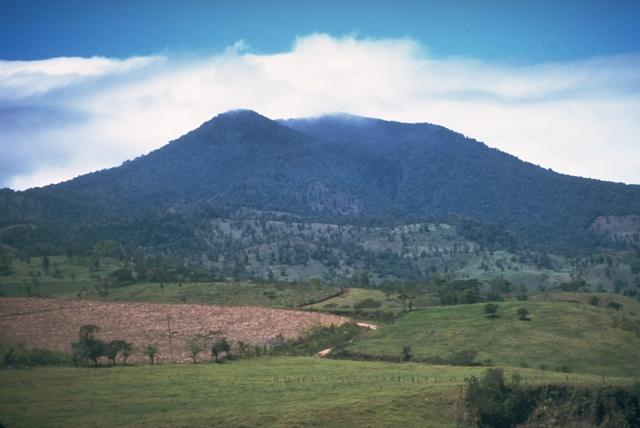
Вид на вулкан Тенорио